# Chiesa cattolica in Ucraina

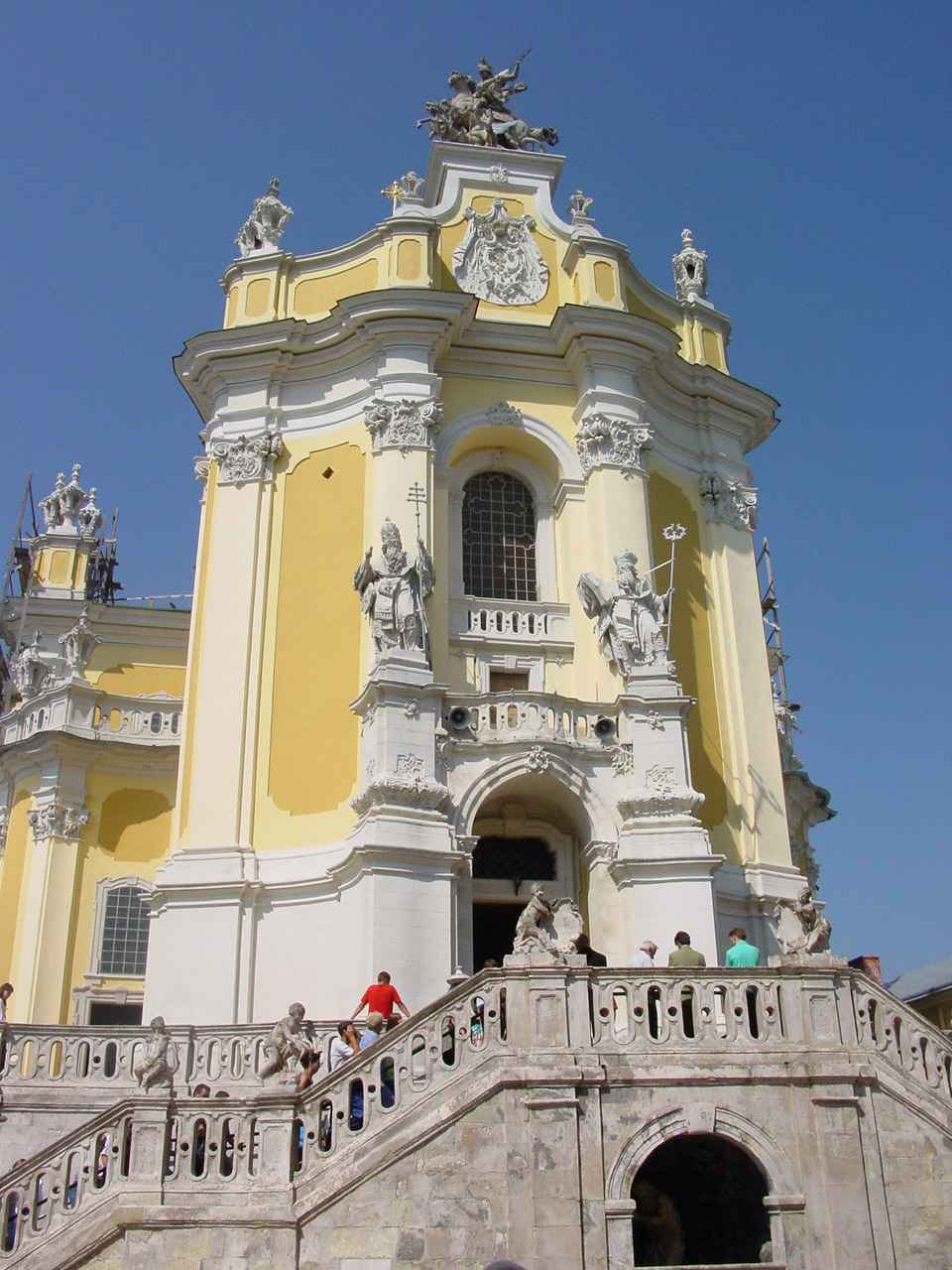
Cattedrale di San Giorgio a Leopoli. Al suo interno è sepolto Andrej Szeptycki, una delle figure più rilevanti del cattolicesimo ucraino del XX secolo

La Chiesa cattolica in Ucraina ha quattro distinte gerarchie: una di rito romano, una di rito armeno, una di rito bizantino-ucraino e l'altra di rito bizantino-ruteno.

## Organizzazione ecclesiastica
La Chiesa cattolica è presente nel Paese con circoscrizioni ecclesiastiche appartenenti a quattro diversi riti liturgici: latino, ruteno, armeno e greco-cattolico. La comunità più numerosa è quella greco-cattolica.

### Chiesa cattolica di rito latino

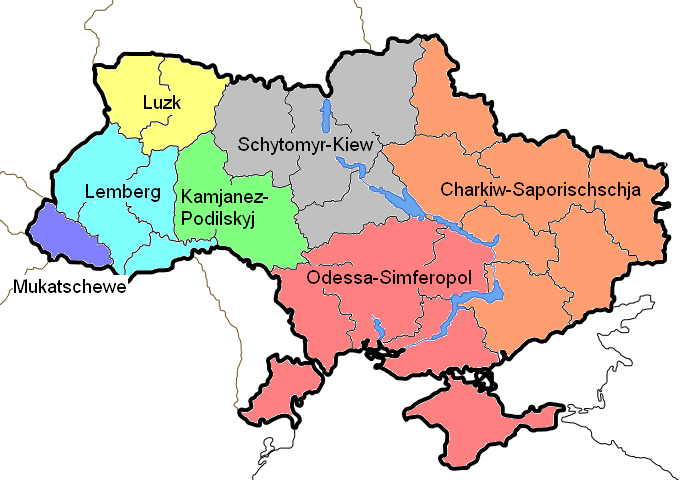
Mappa delle diocesi cattoliche di rito latino

La provincia ecclesiastica della Chiesa cattolica di rito latino comprende l'arcidiocesi metropolitana di Leopoli e sei diocesi suffraganee, con un totale di circa 800 parrocchie.
- Arcidiocesi di Leopoli che ha come suffraganee:
  - diocesi di Kam"janec'-Podil's'kyj,
  - diocesi di Charkiv-Zaporižžja,
  - diocesi di Kiev-Žytomyr,
  - diocesi di Luc'k,
  - diocesi di Mukačevo,
  - diocesi di Odessa-Sinferopoli.

### Chiesa rutena
La Chiesa greco-cattolica rutena, o semplicemente Chiesa rutena, in comunione con la Santa Sede, in Ucraina ha l'eparchia di Mukačevo con sede episcopale a Užhorod, immediatamente soggetta alla Santa Sede, e conta circa 320.000 battezzati.

### Chiesa armena
La Chiesa armeno-cattolica è presente con l'arcieparchia di Leopoli degli Armeni, ma la sede è vacante dal 1938.

### Chiesa greco-cattolica ucraina
La Chiesa greco-cattolica ucraina, in comunione con la Santa Sede, ha un arcivescovo maggiore e primate.
Il 21 agosto 2005 la sede dell'arcivescovo maggiore è stata ufficialmente trasferita da Leopoli a Kiev, modificando il titolo primaziale in quello di arcivescovo maggiore di Kiev-Halyč.
La Chiesa greco-cattolica ucraina ha numerose arcieparchie, esarcati apostolici e eparchie anche al di fuori dell'Ucraina, in Europa ed America, per seguire la diaspora degli ucraini.

#### Circoscrizioni della Chiesa greco-cattolica ucraina in Ucraina
- Arcivescovato maggiore di Kiev-Halyč da cui dipendono direttamente le province ecclesiastiche di rito bizantino-ucraino dell'Ucraina:
  - Arcieparchia di Kiev, sede propria dell'arcivescovo maggiore (senza suffraganee)
  - Arcieparchia di Ivano-Frankivs'k (1)
    - Eparchia di Černivci (2)
    - Eparchia di Kolomyja (3)

  - Arcieparchia di Leopoli (4)
    - Eparchia di Sambir-Drohobyč (5)
    - Eparchia di Sokal'-Žovkva (6)
    - Eparchia di Stryj (7)

  - Arcieparchia di Ternopil'-Zboriv (8)
    - Eparchia di Bučač (9)
    - Eparchia di Kam"janec'-Podil's'kyj (10)

Inoltre, sono direttamente soggetti all'arcivescovo maggiore di Kiev-Halyč i seguenti esarcati arcivescovili:
- Esarcato arcivescovile di Donec'k
- Esarcato arcivescovile di Charkiv
- Esarcato arcivescovile di Luc'k
- Esarcato arcivescovile di Odessa
- Esarcato arcivescovile di Crimea

## Nunziatura apostolica
La nunziatura apostolica dell'Ucraina è stata eretta l'8 febbraio 1992 con il breve Ucrainam Nationem di papa Giovanni Paolo II.

### Nunzi apostolici
- Antonio Franco (28 marzo 1992 - 6 aprile 1999 nominato nunzio apostolico nelle Filippine)
- Nikola Eterović (22 maggio 1999 - 11 febbraio 2004 nominato segretario generale del Sinodo dei Vescovi)
- Ivan Jurkovič (22 aprile 2004 - 19 febbraio 2011 nominato nunzio apostolico nella Federazione Russa)
- Thomas Edward Gullickson (21 maggio 2011 - 5 settembre 2015 nominato nunzio apostolico in Svizzera e Liechtenstein)
- Claudio Gugerotti (13 novembre 2015 - 4 luglio 2020 nominato nunzio apostolico nel Regno Unito)
- Visvaldas Kulbokas, dal 15 giugno 2021

## Conferenza episcopale
Elenco dei presidenti della Conferenza episcopale dell'Ucraina:
- Cardinale Marian Jaworski (1994 - 21 ottobre 2008)
- Arcivescovo Mieczysław Mokrzycki (21 ottobre 2008 - 1º dicembre 2018)
- Vescovo Bronisław Bernacki (1º dicembre 2018 - 18 febbraio 2020)
- Arcivescovo Mieczysław Mokrzycki (2020 - 17 marzo 2023)
- Vescovo Vitalij Skomarovs'kyj, dal 17 marzo 2023

Elenco dei vicepresidenti della Conferenza episcopale dell'Ucraina:
- Arcivescovo Mieczysław Mokrzycki (1º dicembre 2018 - 2020)
- Vescovo Vitalij Kryvyc'kyj, S.D.B., dal 17 marzo 2023

Elenco dei segretari generali della Conferenza episcopale dell'Ucraina:
- Vescovo Vitalij Skomarovs'kyj (2013 - 17 marzo 2023)
- Vescovo Edvard Kava, O.F.M.Conv., dal 17 marzo 2023